# Itaparica (gemeente)
Itaparica is een gemeente in de Braziliaanse deelstaat Bahia. De gemeente telt 20.796 inwoners (schatting 2009).

## Aangrenzende gemeenten
De gemeente grenst aan Salinas da Margarida, Salvador en Vera Cruz.